# Anthony Bacon (industriel)
Pour les articles homonymes, voir Anthony Bacon et Bacon.
Anthony Bacon (né le 4 janvier 1718 et mort le 21 janvier 1786) fut à la fois l'un des premiers entrepreneurs de la fonte britannique et un sidérurgiste qui a valorisé très tôt l'énorme potentiel des mines de charbon du Pays de Galles.

## L'émigration auMarylandchez les marchands de tabac
Il est né à Whitehaven, près de Cumberland, dans le Nord de l'Angleterre, son père William Bacon, capitaine de la marine marchande assurant le transport du charbon entre l'Angleterre et l'Irlande. La mort de ses parents l'oblige à émigrer au Maryland où ses oncles font le commerce du tabac.
En 1764, un an après la fin de la guerre de Sept Ans, il cesse le négoce du tabac pour se concentrer sur le négoce avec les colonies des Antilles, puis pour donner un soutien à son activité sous forme de contrats du gouvernement, il se fait élire député dans la circonscription d'Aylesbury, considérée comme « vénale », un an avant de réaliser une importante opération immobilière au Pays de Galles. C'est en effet en 1764, l'année où la Royal Navy confie le marché des canons à la Carron Company, fondée en 1759 en Écosse, qu'Anthony Bacon réalise une importante opération immobilière au Pays de Galles.
L'année précédente, en 1763, la Royal Navy avait signifié la fin de ses commandes à Isaac Wilkinson, qui avait commencé la même année à travailler pour la fonderie de Plymouth et décide très vite de quitter son autre entreprise, la fonderie Dowlais Iron and Co, pour s'installer en 1763 à Bristol.

## Les commandes de la Royal Navy
Un an après seulement, il doit à nouveau changer d'activité, pour s'intéresser aux besoins de l'armée en matière fonte, pour les canons. Jusqu'en 1750, seulement 5 % de la production de fonte était effectuée au coke, alors que le prix du charbon de bois a fortement augmenté à partir de 1730. Mais la Carron Company, l'entreprise de John Roebuck a changé la donne : dès 1775, la proportion de fonte au coke passe à 55 %. En 1764, la Carron Company décroche un contrat pour fournir les forces armées britanniques, la Royal Navy souhaitant encourager cette innovation. Le sulfate de fer permet en particulier le placage au fer des canons et boulets de canon.
Anthony Bacon créé en 1765 l'entreprise Cyfarthfa Ironworks, avec le médecin et scientifique William Brownrigg, auteur d'un traité sur la manufacture de sel. Il rachète la même année quatre mille acres pour un prix modeste de cent sterling par âcre, à Cyfarthfa, site vierge situé à huit miles de Merthyr Tydfil, espace industriel naissant où se sont déjà installées plusieurs fonderies, telles que Dowlais Iron and Co. Cette région est située à l'extrémité Sud-Est du Pays de Galles, non loin du fleuve Severn, à l'extrémité Sud-Est du Pays de Galles, où Darby avait mis en place dès 1709 la fonte au coke, mais pour des objets minces, peu consommateur d'énergie ou de métal. C'est l'année où le Français Gabriel Jars visite l'Europe, avant de proposer trois ans plus tard à François de la Chaise une opération similaire, de grande ampleur, au Creusot.

## Les techniques de la famille Wilkinson
En 1766, Anthony Bacon rachète la fonderie voisine de Plymouth, qui comme celle de Dowlais Iron and Co utilise les compétences d'Isaac Wilkinson, un artisan ayant déposé un brevet pour la fonte au coke, mais qui été obligé de partir en 1763 pour Bristol, sa famille lui reprochant de travailler à la fois pour les deux fonderies, alors qu'il n'est actionnaire que de Dowlais Iron and Co.
Plymouth l'intéresse car Isaac Wilkinson y a travaillé, peu de temps, en 1763, avant de s'installer à Bristol.
Une route et une adduction d'eau sont prévus pour le haut-fourneau de Cyfarthfa Ironworks. Entre 1773 et 1776, en prévision de la guerre d'indépendance les commandes de canon pour la Royal Navy reprennent et passent de la Carron Company, de John Roebuck, à la Cyfarthfa Ironworks d'Anthony Bacon. Le temps presse car le gouvernement est tenté par de large importations de Russie et Suède à des prix élevés. Faute d'avoir pu obtenir directement des commandes auprès du gouvernement, John Wilkinson, le fils d'Isaac Wilkinson assure les contrats de livraison de fonte pour William Brownrigg et Anthony Bacon.
Côté Carron Company, le gendre de Samuel Garbett, l'ingénieur chimiste Charles Gascoigne (1738 – 1806), développa alors un nouveau type de canon, appelée « carronade », de courte portée reposant sur une faible vitesse de départ des projectiles, moins chers, adoptée par la Royal Navy en 1779.

## La loi de 1782 sur le conflit d'intérêts
L'entreprise Cyfarthfa Ironworks sera dissoute le 22 juillet 1777, l'année où Anthony Bacon rachète Dowlais Iron and Co aux fils Wilkinson. John Wilkinson se tourne alors vers le marché des cylindres pour la future machine à vapeur que lui proposent James Watt et Matthew Boulton, grâce au brevet d'une machine à aléser permettant d'assurer la sécurité des cylindres. En 1779, en pleine Guerre d'indépendance la Royal Navy confie à nouveau des marchés à la Carron Company, concurrente, pour la « caronade », canon amélioré car plus léger.
En 1782, Anthony Bacon, qui a racheté plusieurs fonderies des environs, doit passer la main à Francis Homfray pour éviter un conflit d'intérêts, car une nouvelle loi de 1782 interdit de bénéficier de commandes de l'État à toute personne ayant un siège de député, ce qui est son cas depuis 1764. Deux ans après apparaît une discorde entre Francis Homfray et Anthony Bacon : la fonderie est reprise en 1784 par Richard Crawshay (1739 - 1810). En 1814, les fils d'Anthony Bacon revendent le restant de leurs parts dans l'entreprise à Richard Crawshay pour 95 000 sterling.